# Obszar H I
Obszary H I – obłoki międzygwiazdowe utworzone z neutralnego wodoru atomowego (H1). Obszary te nie emitują światła, ale można je wykryć na podstawie słabej emisji promieniowania o długości 21 cm (1420 MHz) – linii emisyjnej promieniowania, wysyłanego przez atomy wodoru.
Stopień jonizacji w obszarach H I jest bardzo niski i wynosi około 10−4 (jedna cząstka na 10 000). Obok obszarów H I identyfikuje się także obszary H II, zawierające zjonizowany wodór cząsteczkowy.
Temperatura obszarów H I wynosi około 60 K, a w skrajnych przypadkach nie powinna przekraczać 200 K.
Mapowanie emisji promieniowania z tych obszarów przy pomocy radioteleskopów wykorzystuje się do określania struktury galaktyk spiralnych.